# Камбуне сир ле Сор
Камбуне сир ле Сор (фр. Cambounet-sur-le-Sor) насеље је и општина у јужној Француској у региону Миди Пирене, у департману Тарн која припада префектури Кастр.
По подацима из 2011. године у општини је живело 855 становника, а густина насељености је износила 111,76 становника/km². Општина се простире на површини од 7,65 km². Налази се на средњој надморској висини од 170 метара (максималној 250 m, а минималној 158 m).

## Демографија
| 1962. | 1968. | 1975. | 1982. | 1990. | 1999. | 2011. |
| ----- | ----- | ----- | ----- | ----- | ----- | ----- |
| 341   | 348   | 357   | 475   | 571   | 638   | 855   |

График промене броја становника у току последњих година